# Маркіш Батішта
Маркіш Батішта де Абреу (порт. Marques Batista de Abreu; нар. 12 лютого 1973, Гуарульюс, Бразилія) — бразильський футболіст, що грав на позиції нападника. Виступав за національну збірну Бразилії.
Переможець Ліги Пауліста. Переможець Ліги Каріока. Володар Кубка Бразилії. Володар Кубка КОНМЕБОЛ.

## Клубна кар'єра
У дорослому футболі дебютував 1993 року виступами за команду клубу «Корінтіанс», в якій провів два сезони, взявши участь у 36 матчах чемпіонату. За цей час виборов титул володаря Кубка Бразилії.
Згодом з 1996 по 1997 рік грав у складі команд клубів «Фламенго» та «Сан-Паулу». Протягом цих років додав до переліку своїх трофеїв титул володаря Кубка КОНМЕБОЛ.
Своєю грою за останню команду привернув увагу представників тренерського штабу клубу «Атлетіко Мінейру», до складу якого приєднався 1997 року. Відіграв за команду з Белу-Орізонті наступні п'ять сезонів своєї ігрової кар'єри. Більшість часу, проведеного у складі «Атлетіко Мінейру», був основним гравцем атакувальної ланки команди.
Протягом 2003—2007 років захищав кольори клубів «Васко да Гама», «Нагоя Грампус», «Атлетіко Мінейру» та «Йокогама Ф. Марінос».
2007 року повернувся до клубу «Атлетіко Мінейру», за який відіграв 3 сезони. Завершив професійну кар'єру футболіста виступами за команду «Атлетіко Мінейру» 2010 року.

## Виступи за збірну
1994 року дебютував в офіційних матчах у складі національної збірної Бразилії. Протягом кар'єри у національній команді, яка тривала 9 років, провів у формі головної команди країни лише 13 матчів, забивши 4 голи.

## Досягнення
- Переможець Ліги Пауліста:

«Корінтіанс»: 1995
«Сан-Паулу»: 1997
- Переможець Ліги Каріока:

«Фламенго»: 1995
- Володар Кубка Бразилії:

«Корінтіанс»: 1995
- Володар Кубка КОНМЕБОЛ:

«Атлетіко Мінейру»: 1997